# Mỹ tiên Lào
Mỹ tiên Lào có danh pháp khoa học Mytilaria laosensis là một loài thực vật có hoa trong họ Hamamelidaceae. Loài này được Lecomte miêu tả khoa học đầu tiên năm 1924.